# سباق الطريق للرجال تحت سن 23 في بطولة العالم لسباق الدراجات على الطريق 2021
سباق الطريق للرجال تحت سن 23 في بطولة العالم لسباق الدراجات على الطريق 2021 (بالفرنسية: Course en ligne masculine des moins de 23 ans aux championnats du monde de cyclisme sur route 2021)‏ هو سباق دراجات هوائية، وهو الموسم رقم 25 من بطولة العالم لسباق الدراجات على الطريق – سباق الطريق للرجال تحت سن 23 ‏، وأقيم في 24 سبتمبر 2021 ضمن سباقات بطولة العالم لسباق الدراجات على الطريق 2021، وشارك فيه 174 متسابقاً ووصل إلى نهايته 144 متسابقاً.
فاز بالمركز الأول فيليبو بارونسيني، وبالمركز الثاني بينيام جيرماي، وبالمركز الثالث Olav Kooij ‏.

## الفرق
| فرق وطنية (54)- منتخب إيطاليا الوطني لسباق الدراجات على الطريق للرجال تحت 23 سنة ‏ - منتخب هولندا الوطني لسباق الدراجات على الطريق للرجال تحت 23 سنة ‏ - النرويج تحت 23 سنة - منتخب الدنمارك الوطني لسباق الدراجات على الطريق للرجال تحت 23 سنة ‏ - فريق فرنسا لركوب الدراجات للرجال تحت 23 سنة ‏ - منتخب بلجيكا الوطني لسباق الدراجات على الطريق للرجال تحت 23 سنة ‏ - منتخب ألمانيا الوطني لسباق الدراجات على الطريق للرجال تحت 23 سنة ‏ - منتخب إسبانيا الوطني لسباق الدراجات على الطريق للرجال تحت 23 سنة ‏ - منتخب التشيك الوطني لسباق الدراجات على الطريق للرجال تحت 23 سنة‏ - منتخب أستراليا الوطني لسباق الدراجات على الطريق للرجال تحت 23 سنة ‏ - منتخب النمسا الوطني لسباق الدراجات على الطريق للرجال تحت 23 سنة ‏ - منتخب بولندا الوطني لسباق الدراجات على الطريق للرجال تحت 23 سنة‏ - منتخب سلوفينيا الوطني لسباق الدراجات على الطريق للرجال تحت 23 سنة ‏ - منتخب المملكة المتحدة الوطني لسباق الدراجات على الطريق للرجال تحت 23 سنة ‏ - منتخب لوكسمبورغ الوطني لسباق الدراجات على الطريق للرجال تحت 23 سنة‏ - منتخب روسيا الوطني لسباق الدراجات على الطريق للرجال تحت 23 سنة ‏ - منتخب كولومبيا الوطني لسباق الدراجات على الطريق للرجال تحت 23 سنة‏ - منتخب إستونيا الوطني لسباق الدراجات على الطريق للرجال تحت 23 سنة‏ - فريق تشيلي لسباق الدراجات للرجال تحت 23 سنة‏ - منتخب كازاخستان الوطني لسباق الدراجات على الطريق للرجال تحت 23 سنة‏ - فريق المجر لسباق الدراجات على الطريق للرجال تحت 23 سنة‏ - فريق الإكوادور لسباق الدراجات على الطريق للرجال تحت 23 سنة‏ - فريق جمهورية الدومينيكان لسباق الدراجات للرجال تحت 23 سنة‏ - فريق البرازيل لسباق الدراجات للرجال تحت 23 سنة‏ - فريق المكسيك لسباق الدراجات للرجال تحت 23 سنة‏ - منتخب الولايات المتحدة الوطني لسباق الدراجات على الطريق للرجال تحت 23 سنة ‏ - فريق نيوزيلندا لسباق الدراجات للرجال تحت 23 سنة‏ - فريق كرواتيا لسباق الدراجات للرجال تحت 23 سنة‏ - منتخب كنيديان الوطني لسباق الدراجات على الطريق للرجال تحت 23 سنة‏ - فريق كوبا لسباق الدراجات للرجال تحت 23 سنة‏ - فريق ليتوانيا لسباق الدراجات على الطريق للرجال تحت 23 سنة‏ - فريق تايلاند لسباق الدراجات للرجال تحت 23 سنة‏ - منتخب السويد الوطني لسباق الدراجات على الطريق للرجال تحت 23 سنة‏ - منتخب لاتفيا الوطني لسباق الدراجات على الطريق للرجال تحت 23 سنة‏ - منتخب إرتريا الوطني لسباق الدراجات على الطريق للرجال تحت 23 سنة‏ - منتخب رواندا الوطني لسباق الدراجات على الطريق للرجال تحت 23 سنة‏ - منتخب جنوب أفريقيا الوطني لسباق الدراجات على الطريق للرجال تحت 23 سنة‏ - منتخب البرتغال الوطني لسباق الدراجات على الطريق للرجال تحت 23 سنة ‏ - فريق برمودا لسباق الدراجات للرجال تحت 23 سنة‏ - فريق إسرائيل لسباق الدراجات للرجال تحت 23 سنة‏ - فريق بنما لسباق الدراجات للرجال تحت 23 سنة‏ - فريق آيسلندا لسباق الدراجات للرجال تحت 23 سنة‏ - فريق بوركينا فاسو لسباق الدراجات للرجال تحت 23 سنة‏ - منتخب جمهورية أيرلندا الوطني لسباق الدراجات على الطريق للرجال تحت 23 سنة‏ - فريق الجزائر لسباق الدراجات للرجال تحت 23 سنة‏ - فريق الأوروغواي لسباق الدراجات للرجال تحت 23 سنة‏ - منتخب المغرب الوطني لسباق الدراجات على الطريق للرجال تحت 23 سنة‏ - منتخب أوكرانيا الوطني لسباق الدراجات على الطريق للرجال تحت 23 سنة ‏ - فريق بوليفيا لسباق الدراجات للرجال تحت 23 سنة‏ - فريق سلوفاكيا لسباق الدراجات على الطريق للرجال تحت 23 سنة‏ - فريق أوزبكستان لسباق الدراجات للرجال تحت 23 سنة‏ - منتخب سويسرا الوطني لسباق الدراجات على الطريق للرجال تحت 23 سنة ‏ - فريق فنلندا لسباق الدراجات للرجال تحت 23 سنة‏ - فريق ألبانيا لسباق الدراجات للرجال تحت 23 سنة‏ |  |
| |  |

## التصنيف العام النهائي
| التصنيف العام         | التصنيف العام    | التصنيف العام   | التصنيف العام                                                             | التصنيف العام |
| العداء                | العداء           | البلد           | الفريق                                                                    | الوقت         |
| --------------------- | ---------------- | --------------- | ------------------------------------------------------------------------- | ------------- |
| 1                     | فيليبو بارونسيني | إيطاليا         | منتخب إيطاليا الوطني لسباق الدراجات على الطريق للرجال تحت 23 سنة ‏         | 3 س 37 د 36 ث |
| 2                     | بينيام جيرماي    | إريتريا         | منتخب إرتريا الوطني لسباق الدراجات على الطريق للرجال تحت 23 سنة ‏          | + 2 ث         |
| 3                     | Olav Kooij ‏      | هولندا          | منتخب هولندا الوطني لسباق الدراجات على الطريق للرجال تحت 23 سنة ‏          | + 2 ث         |
| 4                     | Michele Gazzoli ‏ | إيطاليا         | منتخب إيطاليا الوطني لسباق الدراجات على الطريق للرجال تحت 23 سنة ‏         | + 2 ث         |
| 5                     | Lewis Askey ‏     | المملكة المتحدة | منتخب المملكة المتحدة الوطني لسباق الدراجات على الطريق للرجال تحت 23 سنة ‏ | + 2 ث         |
| 6                     | Thibau Nys ‏      | بلجيكا          | منتخب بلجيكا الوطني لسباق الدراجات على الطريق للرجال تحت 23 سنة ‏          | + 2 ث         |
| 7                     | Luca Colnaghi ‏   | إيطاليا         | منتخب إيطاليا الوطني لسباق الدراجات على الطريق للرجال تحت 23 سنة ‏         | + 2 ث         |
| 8                     | Paul Penhoët ‏    | فرنسا           | فريق فرنسا لركوب الدراجات للرجال تحت 23 سنة ‏                              | + 2 ث         |
| 9                     | Vinícius Rangel ‏ | البرازيل        | فريق البرازيل لسباق الدراجات للرجال تحت 23 سنة ‏                           | + 2 ث         |
| 10                    | توبياس باير      | النمسا          | منتخب النمسا الوطني لسباق الدراجات على الطريق للرجال تحت 23 سنة ‏          | + 2 ث         |
| مصدر: ProCyclingStats |                  |                 |                                                                           |               |

## وصلات خارجية
- لمحة عن سباق سباق الطريق للرجال تحت سن 23 في بطولة العالم لسباق الدراجات على الطريق 2021 على موقع  ProCyclingStats   (برو  سايكلنج  ستاتس) - إحصاءات  محترفي  الدراجات.
- سباق الطريق للرجال تحت سن 23 في بطولة العالم لسباق الدراجات على الطريق 2021 على موقع إحصائيات الدراجات الإحترافية (الإنجليزية)